# Kensington Tallman
Kensington Tallman (* 6. August 2008 in New York City, New York) ist eine US-amerikanische Kinderdarstellerin.

## Leben
Kensington Tallman wurde im August 2008 in New York City geboren. Sie hat einen jüngeren Bruder namens Zealand.
Vor ihrer Darstellertätigkeit spielte sie Geige in der Carnegie Hall in New York City.
Ihre erste schauspielerische Erfahrung machte sie in der Fernsehserie The Good Cop. Danach war sie unter anderem in den Nickelodeon-Serien Side Hustle und Drama Club zu sehen.

## Filmografie (Auswahl)
- 2018: The Good Cop (Fernsehserie, 1 Folge)
- 2018: Le Jour (Kurzfilm)
- 2020: Black Monday (Fernsehserie, 1 Folge)
- 2020: SpongeBob Schwammkopf: Eine schwammtastische Rettung (The SpongeBob Movie: Sponge on the Run, Kinofilm, Stimme)
- 2020: Side Hustle (Fernsehserie, 1 Folge)
- 2021: Drama Club (Fernsehserie, 10 Folgen)
- 2021: Chad (Fernsehserie, 1 Folge)
- 2021: Nickelodeon’s Unfiltered (Fernsehserie, 3 Folgen)
- 2021: Ein Mädchen namens Lay Lay (That Girl Lay Lay, Fernsehserie, 4 Folgen)
- 2023: Home Sweet Rome! (Fernsehserie, 13 Folgen)
- 2024: Alles steht Kopf 2 (Inside Out 2, Stimme)